# Flèche wallonne féminine 2017
Cet article concerne l'édition féminine de la Flèche wallonne. Pour la course masculine, voir Flèche wallonne 2017.
La 20e édition de la Flèche wallonne féminine a lieu le 19 avril 2017. C'est la septième épreuve de l'UCI World Tour féminin 2017. Elle est remportée par la Néerlandaise Anna van der Breggen.

## Parcours
Un grand circuit suivi d'un tour d'un petit circuit sont au programme. Sept côtes sont répertoriées pour cette édition :
| Num | Nom                         | km    | Longueur (m) | Pente moyenne | km de l'arrivée |
| --- | --------------------------- | ----- | ------------ | ------------- | --------------- |
| 1   | Côte d'Ereffe               | 18    | 2 100        | 5 %           | 102             |
| 2   | Côte d'Amay                 | 76    | 1 200        | 7,5 %         | 44              |
| 3   | Côte de Villers-le-Bouillet | 82,5  | 1 200        | 7,5 %         | 37,5            |
| 4   | Mur de Huy                  | 91    | 1 300        | 9,6 %         | 29              |
| 5   | Côte d'Ereffe               | 104   | 2 100        | 5 %           | 16              |
| 6   | Côte de Cherave             | 114,5 | 1 300        | 8,1 %         | 5,5             |
| 7   | Mur de Huy                  | 120   | 1 300        | 9,6 %         | 0               |

### Équipes
| Équipes féminines professionnelles (23)- Alé Cipollini Galassia - Astana Women's Team - BePink Cogeas - Bizkaia-Durango - Boels Dolmans - BTC City Ljubljana - Canyon-SRAM - Cervélo Bigla - Cylance Pro Cycling - Drops - FDJ-Nouvelle Aquitaine-Futuroscope - Hitec Products - Lares-Waowdeals Women Cycling Team - Lensworld-Kuota - Lotto Soudal - Orica-Scott - SC Michela Fanini - Servetto Giusta - Sport Vlaanderen-Etixx - Sunweb - VéloCONCEPT Women - Wiggle High5 - WM3 Pro Cycling Équipe nationale- France |
| |

## Récit de la course

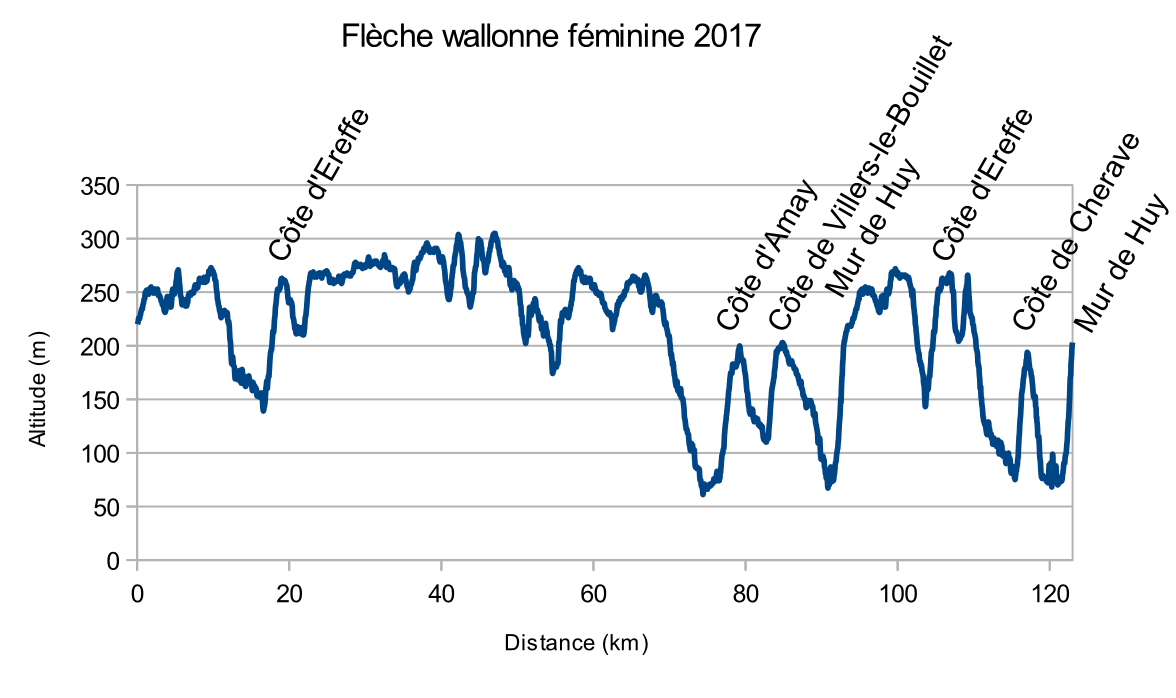
Profil de la course

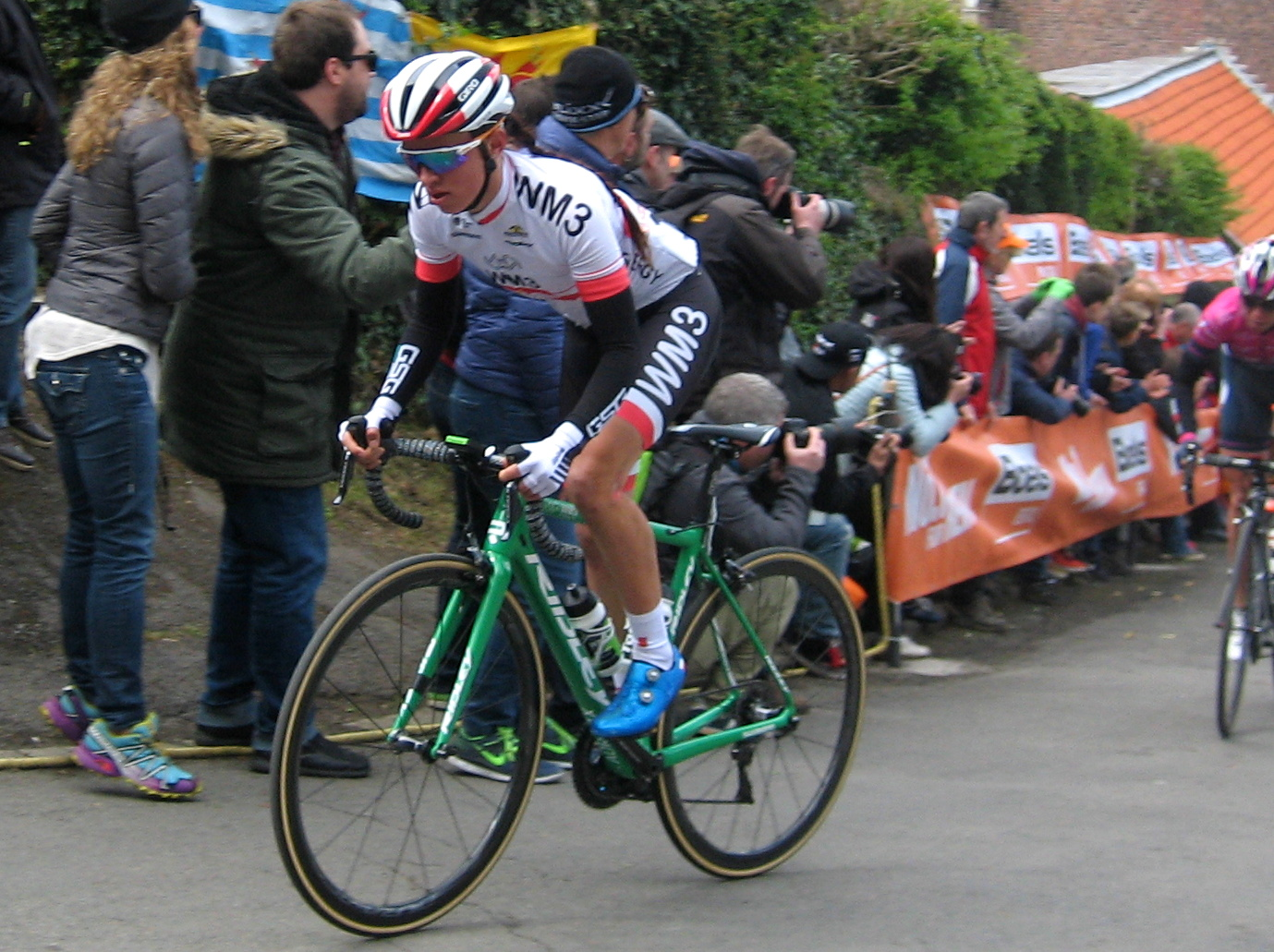
Katarzyna Niewiadoma sur le mur de Huy

Au kilomètre vingt, une échappée de quatre coureuses part. Elle est composée d'Anisha Vekemans, Katia Ragusa, Allie Dragoo et Sofie De Vuyst. Leur avance culmine à trois minutes quand les grandes équipes lancent la poursuite. À la côte d'Amay, Sofie de Vuyst et Allie Dragoo sont seules en tête, les autres étant reprises. Dans la côte de Villers-le-Bouillet, Ashleigh Moolman s'échappe et effectue la jonction. Elle repart ensuite seule, mais est reprise par le peloton dans la première ascension du mur de Huy. Marie Vilmann et Tetiana Riabchenko prennent la fuite. Elles ont quarante secondes d'avance à vingt kilomètres de l'arrivée. Le second passage de la côte d'Ereffe provoque une sélection importante dans le peloton. Dans la descente, Audrey Cordon attaque, mais est reprise. Katarzyna Niewiadoma attaque dans la côte de Cherave et est suivie par Anna van der Breggen et Elizabeth Deignan. À trois kilomètres de l'arrivée, la Néerlandaise accélère et finit seule. Elizabeth Deignan est deuxième et Katarzyna Niewiadoma troisième,.

## Classements

### Classement final
| \| Classement général \| Classement général \| Classement général \| Classement général \| Classement général \| \| Coureuse \| Coureuse \| Pays \| Équipe \| Temps \| \| ------------------ \| -------------------- \| ------------------ \| ---------------------------------- \| ------------------ \| \| 1re \| Anna van der Breggen \| Pays-Bas \| Boels Dolmans \| 3 h 21 min 06 s \| \| 2e \| Lizzie Deignan \| Royaume-Uni \| Boels Dolmans \| + 16 s \| \| 3e \| Katarzyna Niewiadoma \| Pologne \| WM3 \| + 25 s \| \| 4e \| Annemiek van Vleuten \| Pays-Bas \| Orica-Scott \| + 43 s \| \| 5e \| Shara Gillow \| Australie \| FDJ-Nouvelle Aquitaine-Futuroscope \| + 49 s \| \| 6e \| Ashleigh Moolman \| Afrique du Sud \| Cervélo Bigla \| + 54 s \| \| 7e \| Coryn Rivera \| États-Unis \| Sunweb \| + 56 s \| \| 8e \| Janneke Ensing \| Pays-Bas \| Alé Cipollini \| + 58 s \| \| 9e \| Katrin Garfoot \| Australie \| Orica-Scott \| + 1 min 00 s \| \| 10e \| Flávia Oliveira \| Brésil \| Lares-Waowdeals Women \| + 1 min 02 s \| |                      |                |                                    |                 |
| |                      |                |                                    |                 |
| Sources : ProCyclingStats Cycling Quotient |                      |                |                                    |                 |
| Classement général |                      |                |                                    |                 |
| Coureuse | Coureuse             | Pays           | Équipe                             | Temps           |
| 1re | Anna van der Breggen | Pays-Bas       | Boels Dolmans                      | 3 h 21 min 06 s |
| 2e | Lizzie Deignan       | Royaume-Uni    | Boels Dolmans                      | + 16 s          |
| 3e | Katarzyna Niewiadoma | Pologne        | WM3                                | + 25 s          |
| 4e | Annemiek van Vleuten | Pays-Bas       | Orica-Scott                        | + 43 s          |
| 5e | Shara Gillow         | Australie      | FDJ-Nouvelle Aquitaine-Futuroscope | + 49 s          |
| 6e | Ashleigh Moolman     | Afrique du Sud | Cervélo Bigla                      | + 54 s          |
| 7e | Coryn Rivera         | États-Unis     | Sunweb                             | + 56 s          |
| 8e | Janneke Ensing       | Pays-Bas       | Alé Cipollini                      | + 58 s          |
| 9e | Katrin Garfoot       | Australie      | Orica-Scott                        | + 1 min 00 s    |
| 10e | Flávia Oliveira      | Brésil         | Lares-Waowdeals Women              | + 1 min 02 s    |

### UCI World Tour
| Position,          | 1er | 2e  | 3e | 4e | 5e | 6e | 7e | 8e | 9e | 10e | 11e | 12e | 13e | 14e | 15e | 16e | 17e | 18e | 19e | 20e |
| Classement général | 120 | 100 | 85 | 70 | 60 | 50 | 40 | 35 | 30 | 25  | 20  | 18  | 16  | 14  | 12  | 10  | 8   | 6   | 4   | 2   |

## Liste des participants
| Légende | Légende                                                                    | Légende | Légende                                                    |
| ------- | -------------------------------------------------------------------------- | ------- | ---------------------------------------------------------- |
| Num     | Dossard de départ porté par le coureur sur cette Flèche wallonne féminine  | Pos     | Position à l'arrivée de la course                          |
|         | Indique un maillot de champion national ou mondial, suivi de sa spécialité | NP      | Indique un coureur qui n'a pas pris le départ de la course |
| AB      | Indique un coureur qui n'a pas terminé la course                           | HD      | Indique un coureur qui a terminé la course hors des délais |

| Boels Dolmans DLT              | Boels Dolmans DLT                  | Boels Dolmans DLT |
| ------------------------------ | ---------------------------------- | ----------------- |
| Num                            | Coureur                            | Pos               |
| 1                              | Anna van der Breggen (NED) (route) | 1re               |
| 2                              | Karol-Ann Canuel (CAN)             | 54e               |
| 3                              | Elizabeth Deignan (GBR)            | 2e                |
| 4                              | Megan Guarnier (USA) (route)       | 27e               |
| 5                              | Katarzyna Pawlowska (POL)          | 63e               |
| 6                              | Jip van den Bos (NED)              | 56e               |
| Directeur sportif : Danny Stam |                                    |                   |

| WM3                                   | WM3                                | WM3 |
| ------------------------------------- | ---------------------------------- | --- |
| Num                                   | Coureur                            | Pos |
| 11                                    | Katarzyna Niewiadoma (POL) (route) | 3e  |
| 12                                    | Lauren Kitchen (AUS)               | 71e |
| 13                                    | Riejanne Markus (NED)              | 43e |
| 14                                    | Anna Plichta (POL)                 | AB  |
| 15                                    | Valentina Scandolara (ITA)         | 44e |
| 16                                    | Moniek Tenniglo (NED)              | 34e |
| Directeur sportif : Jeroen Blijlevens |                                    |     |

| Wiggle High5 WHT                        | Wiggle High5 WHT          | Wiggle High5 WHT |
| --------------------------------------- | ------------------------- | ---------------- |
| Num                                     | Coureur                   | Pos              |
| 21                                      | Giorgia Bronzini (ITA )   | AB               |
| 22                                      | Audrey Cordon (FRA)       | 11e              |
| 23                                      | Annette Edmondson (AUS )  | 77e              |
| 24                                      | Emilia Fahlin (SWE)       | AB               |
| 25                                      | Mayuko Hagiwara (JPN)     | 100e             |
| 26                                      | Claudia Lichtenberg (GER) | 14e              |
| Directeur sportif : Donna Rae-Szalinski |                           |                  |

| Canyon-SRAM Racing LPR           | Canyon-SRAM Racing LPR        | Canyon-SRAM Racing LPR |
| -------------------------------- | ----------------------------- | ---------------------- |
| Num                              | Coureur                       | Pos                    |
| 31                               | Pauline Ferrand-Prévot (FRA ) | 28e                    |
| 32                               | Alena Amialiusik (BLR)        | 29e                    |
| 33                               | Hannah Barnes (GBR) (route)   | 70e                    |
| 34                               | Elena Cecchini (ITA) (route)  | 69e                    |
| 35                               | Trixi Worrack (GER )          | AB                     |
| 36                               | Tiffany Cromwell (GER)        | AB                     |
| Directeur sportif : Barry Austin |                               |                        |

| Orica-Scott ORS                | Orica-Scott ORS              | Orica-Scott ORS |
| ------------------------------ | ---------------------------- | --------------- |
| Num                            | Coureur                      | Pos             |
| 41                             | Katrin Garfoot (AUS) (route) | 9e              |
| 42                             | Jessica Allen (AUS)          | 104e            |
| 43                             | Jenelle Crooks (AUS)         | 62e             |
| 44                             | Amanda Spratt (AUS)          | 50e             |
| 45                             | Annemiek Van Vleuten (NED)   | 4e              |
| 46                             | Georgia Williams (AUS)       | 53e             |
| Directeur sportif : Gene Bates |                              |                 |

| Servetto Giusta SER               | Servetto Giusta SER     | Servetto Giusta SER |
| --------------------------------- | ----------------------- | ------------------- |
| Num                               | Coureur                 | Pos                 |
| 51                                | Camila Lozano (COL)     | 52e                 |
| 52                                | Kseniia Dobrynina (RUS) | 72e                 |
| 53                                | Alice Gasparini (ITA)   | AB                  |
| 54                                | Ting Ying Huang (TPE)   | AB                  |
| 55                                | Anna Potokina (RUS)     | 55e                 |
| Directeur sportif : Dario Rossino |                         |                     |

| Lotto Soudal LBL                      | Lotto Soudal LBL       | Lotto Soudal LBL |
| ------------------------------------- | ---------------------- | ---------------- |
| Num                                   | Coureur                | Pos              |
| 61                                    | Isabelle Beckers (BEL) | AB               |
| 62                                    | Élise Delzenne (FRA)   | 48e              |
| 63                                    | Annelies Dom (BEL)     | 101e             |
| 64                                    | Chantal Hoffmann (LUX) | AB               |
| 65                                    | Anna Kiesenhofer (AUT) | AB               |
| 66                                    | Puck Moonen (NED)      | AB               |
| Directeur sportif : Danny Schoonbaert |                        |                  |

| Cervélo Bigla CBT                  | Cervélo Bigla CBT           | Cervélo Bigla CBT |
| ---------------------------------- | --------------------------- | ----------------- |
| Num                                | Coureur                     | Pos               |
| 71                                 | Ashleigh Moolman (RSA)      | 6e                |
| 72                                 | Allie Dragoo (USA)          | 78e               |
| 73                                 | Clara Koppenburg (GER)      | 58e               |
| 74                                 | Cecilie Uttrup Ludwig (DEN) | 17e               |
| 75                                 | Marie Vilmann (DEN)         | 12e               |
| Directeur sportif : Thomas Campana |                             |                   |

| Alé Cipollini ALE                       | Alé Cipollini ALE     | Alé Cipollini ALE |
| --------------------------------------- | --------------------- | ----------------- |
| Num                                     | Coureur               | Pos               |
| 81                                      | Janneke Ensing (NED)  | 8e                |
| 82                                      | Soraya Paladin (ITA)  | 61e               |
| 83                                      | Carlee Taylor (AUS)   | AB                |
| 84                                      | Anna Trevisi (ITA)    | 105e              |
| 85                                      | Daiva Tušlaitė (LTU)  | AB                |
| 86                                      | Anisha Vekemans (BEL) | 88e               |
| Directeur sportif : Fortunato Lacquanti |                       |                   |

| BTC City Ljubljana BTC           | BTC City Ljubljana BTC        | BTC City Ljubljana BTC |
| -------------------------------- | ----------------------------- | ---------------------- |
| Num                              | Coureur                       | Pos                    |
| 91                               | Eugenia Bujak (POL)           | 18e                    |
| 92                               | Polona Batagelj (SLO) (route) | 15e                    |
| 93                               | Jelena Eric (SRB)             | AB                     |
| 94                               | Hanna Nilsson (SWE)           | 19e                    |
| 95                               | Ursa Pintar (SLO)             | 59e                    |
| 96                               | Mia Radotic (POL) (route)     | 98e                    |
| Directeur sportif : Gorazd Penko |                               |                        |

| Sunweb SUN                       | Sunweb SUN               | Sunweb SUN |
| -------------------------------- | ------------------------ | ---------- |
| Num                              | Coureur                  | Pos        |
| 101                              | Coryn Rivera (USA)       | 7e         |
| 102                              | Leah Kirchmann (CAN)     | 31e        |
| 103                              | Juliette Labous (FRA)    | 38e        |
| 104                              | Rozanne Slik (NED)       | 68e        |
| 105                              | Sabrina Stultiens (NED ) | 30e        |
| 106                              | Ellen van Dijk (NED)     | 16e        |
| Directeur sportif : Dirk Rueling |                          |            |

| Hitec Products HPU              | Hitec Products HPU     | Hitec Products HPU |
| ------------------------------- | ---------------------- | ------------------ |
| Num                             | Coureur                | Pos                |
| 111                             | Katrine Aalerud (NOR)  | 21e                |
| 112                             | Susanne Andersen (NOR) | 89e                |
| 113                             | Miriam Bjornsrud (NOR) | 96e                |
| 114                             | Ingvild Gåskjenn (NOR) | AB                 |
| 115                             | Ilona Hoeksma (NED)    | 103e               |
| 116                             | Emilie Moberg (NOR)    | 94e                |
| Directeur sportif : Ronald Tops |                        |                    |

| Bepink BPK                      | Bepink BPK                    | Bepink BPK |
| ------------------------------- | ----------------------------- | ---------- |
| Num                             | Coureur                       | Pos        |
| 121                             | Olga Zabelinskaya (RUS)       | 74e        |
| 122                             | Alison Jackson (CAN)          | 66e        |
| 123                             | Katia Ragusa (ITA)            | 93e        |
| 124                             | Ilaria Sanguineti (ITA)       | AB         |
| 125                             | Maria Vittoria Sperotto (ITA) | AB         |
| 126                             | Kseniya Tuhai (BLR)           | AB         |
| Directeur sportif : Walter Zini |                               |            |

| Lensworld-Kuota LWK                     | Lensworld-Kuota LWK       | Lensworld-Kuota LWK |
| --------------------------------------- | ------------------------- | ------------------- |
| Num                                     | Coureur                   | Pos                 |
| 131                                     | Kaat Hannes (BEL) (route) | AB                  |
| 132                                     | Alice Maria Arzuffi (ITA) | 76e                 |
| 133                                     | Annalisa Cucinotta (ITA)  | AB                  |
| 134                                     | Tatiana Guderzo (ITA)     | 22e                 |
| 135                                     | Tetiana Riabchenko (UKR)  | 13e                 |
| 136                                     | Natalie Verschelen (BEL)  | 91e                 |
| Directeur sportif : Heidi Van de Vijver |                           |                     |

| Équipe de France                        | Équipe de France       | Équipe de France |
| --------------------------------------- | ---------------------- | ---------------- |
| Num                                     | Coureur                | Pos              |
| 141                                     | Marjolaine Bazin (FRA) | AB               |
| 142                                     | Pauline Clouard (FRA)  | 49e              |
| 143                                     | Léna Gerault (FRA)     | 45e              |
| 144                                     | Marie Gielen (FRA)     | AB               |
| 145                                     | Lucie Lahaye (FRA)     | 92e              |
| 146                                     | Marion Sicot (FRA)     | 37e              |
| Directeur sportif : Sandrinne Guironnet |                        |                  |

| Cylance CPC                        | Cylance CPC                 | Cylance CPC |
| ---------------------------------- | --------------------------- | ----------- |
| Num                                | Coureur                     | Pos         |
| 151                                | Sheyla Gutierrez Ruiz (ESP) | 23e         |
| 152                                | Małgorzata Jasińska (POL)   | 67e         |
| 153                                | Danielle King (GBR )        | 20e         |
| 154                                | Willeke Knol (NED )         | 86e         |
| 155                                | Rossella Ratto (ITA )       | 46e         |
| 156                                | Marta Tagliaferro (ITA )    | AB          |
| Directeur sportif : Manel Lacambra |                             |             |

| Lares-Waowdeals Women LWW       | Lares-Waowdeals Women LWW | Lares-Waowdeals Women LWW |
| ------------------------------- | ------------------------- | ------------------------- |
| Num                             | Coureur                   | Pos                       |
| 161                             | Thalita de Jong (NED)     | 87e                       |
| 162                             | Sofie de Vuyst (BEL)      | 40e                       |
| 163                             | Flávia Oliveira (BRA)     | 10e                       |
| 164                             | Daniela Reis (POR)        | 79e                       |
| 165                             | Sarah Rijkes (POR)        | 102e                      |
| 166                             | Amélie Rivat (FRA)        | 36e                       |
| Directeur sportif : Marc Bracke |                           |                           |

| Sport Vlaanderen-Etixx SVG       | Sport Vlaanderen-Etixx SVG | Sport Vlaanderen-Etixx SVG |
| -------------------------------- | -------------------------- | -------------------------- |
| Num                              | Coureur                    | Pos                        |
| 171                              | Kelly Van den Steen (BEL)  | 35e                        |
| 172                              | Fien Delbaere (BEL)        | AB                         |
| 173                              | Valerie Demey (BEL)        | 65e                        |
| 174                              | Demmy Druyts (BEL)         | AB                         |
| 175                              | Jessy Druyts (BEL)         | 84e                        |
| Directeur sportif : Davy Wijnant |                            |                            |

| Astana Women's ASA                   | Astana Women's ASA       | Astana Women's ASA |
| ------------------------------------ | ------------------------ | ------------------ |
| Num                                  | Coureur                  | Pos                |
| 181                                  | Sofia Beggin (ITA)       | 24e                |
| 182                                  | Sofia Bertizzolo (ITA)   | 32e                |
| 183                                  | Olena Pavlukhina (AZE)   | 82e                |
| 184                                  | Agnieszka Skalniak (POL) | 41e                |
| 185                                  | Lara Vieceli (ITA)       | 25e                |
| Directeur sportif : Giovanni Fidanza |                          |                    |

| FDJ-Nouvelle Aquitaine-Futuroscope FUT | FDJ-Nouvelle Aquitaine-Futuroscope FUT | FDJ-Nouvelle Aquitaine-Futuroscope FUT |
| -------------------------------------- | -------------------------------------- | -------------------------------------- |
| Num                                    | Coureur                                | Pos                                    |
| 191                                    | Shara Gillow (AUS)                     | 5e                                     |
| 192                                    | Aude Biannic (FRA)                     | 75e                                    |
| 193                                    | Charlotte Bravard (FRA)                | 73e                                    |
| 194                                    | Anabelle Dreville (FRA)                | 64e                                    |
| 195                                    | Roxane Knetemann (NED)                 | 26e                                    |
| 196                                    | Eri Yonamine (JPN) (route)             | 51e                                    |
| Directeur sportif : Nicolas Marche     |                                        |                                        |

| Bizkaia - Durango BPD                  | Bizkaia - Durango BPD          | Bizkaia - Durango BPD |
| -------------------------------------- | ------------------------------ | --------------------- |
| Num                                    | Coureur                        | Pos                   |
| 201                                    | Margarita Garcia (ESP)         | 81e                   |
| 202                                    | Roos Hoogeboom (NED)           | 97e                   |
| 203                                    | Lierni Lekuano (ESP)           | AB                    |
| 204                                    | Lorena Llamas (ESP)            | 33e                   |
| 205                                    | Lourdes Oyarbide Jimenez (ESP) | 80e                   |
| 206                                    | Miho Yoshikawa (JPN)           | AB                    |
| Directeur sportif : Elorriaga Derteano |                                |                       |

| Véloconcept TVW                        | Véloconcept TVW               | Véloconcept TVW |
| -------------------------------------- | ----------------------------- | --------------- |
| Num                                    | Coureur                       | Pos             |
| 211                                    | Doris Schweizer (SUI) (route) | AB              |
| 212                                    | Natalie Kerwin (NZL)          | AB              |
| 213                                    | Sara Mustonen (SWE)           | 95e             |
| 214                                    | Amber Neben (USA)             | 90e             |
| 215                                    | Camilla Pedersen (DEN)        | 42e             |
| 216                                    | Sara Penton (SWE)             | 85e             |
| Directeur sportif : Handberg Madsen Bo |                               |                 |

| SC Michela Fanini Rox MIC          | SC Michela Fanini Rox MIC | SC Michela Fanini Rox MIC |
| ---------------------------------- | ------------------------- | ------------------------- |
| Num                                | Coureur                   | Pos                       |
| 221                                | Monika Kiraly (HUN)       | AB                        |
| 222                                | Francesca Balducci (ITA)  | AB                        |
| 223                                | Anna Ceoloni (ITA)        | AB                        |
| 224                                | Iraida Garcia (CUB)       | 83e                       |
| 225                                | Valeriya Kononenko (UKR)  | AB                        |
| 226                                | Jutatip Maneephan (THA)   | AB                        |
| Directeur sportif : Mirko Puglioli |                           |                           |

| Drops DRP                      | Drops DRP                | Drops DRP |
| ------------------------------ | ------------------------ | --------- |
| Num                            | Coureur                  | Pos       |
| 231                            | Anna Christian (GBR)     | 39e       |
| 232                            | Elizabeth Holden (GBR)   | 60e       |
| 233                            | Abby-Mae Parkinson (GBR) | AB        |
| 234                            | Martina Ritter (AUT)     | 57e       |
| 235                            | Abigail Van Twisk (GBR)  | 99e       |
| 236                            | Susanna Zorzi (ITA)      | 47e       |
| Directeur sportif : Bob Varney |                          |           |

Source,.